# Перри, Гарри
Гарри Перри (англ. Harry Perry; 2 мая 1888 — 9 февраля 1985) — американский кинооператор, который был номинирован на премию «Оскар» за лучшую операторскую работу в фильме «Ангелы ада» с Тони Гаудио.

## Избранная фильмография
- 1920 — Грехи Розанн / The Sins of Rosanne
- 1921 — Город безмолвных мужчин / The City of Silent Men
- 1921 — Белый и холостой / White and Unmarried
- 1921 — Кэппи Рикс / Cappy Ricks
- 1921 — Там был принц / A Prince There Was
- 1922 — Тени / Shadows
- 1923 — Вирджинец / The Virginian
- 1923 — Сломанное крыло / The Broken Wing
- 1923 — Апрельские дожди / April Showers
- 1924 — Боевой американец / The Fighting American
- 1925 — Лесть / Flattery
- 192 — Сейчас мы в воздухе / Now We’re in the Air
- 1927 — Крылья / Wings
- 1930 — Ангелы ада / The Bad Sister
- 1943 — Корвет K-225 / Corvette K-225